# Eduard Dostler
Eduard Ritter von Dostler (3 de Fevereiro de 1892 - 21 de Agosto de 1917) foi um piloto alemão durante a Primeira Guerra Mundial. Abateu 26 aeronaves inimigas, o que fez dele um ás da aviação.